# ブル・ラモス
"アパッチ" ブル・ラモス（"Apache" Bull Ramos、本名：Manuel Ramos、1937年8月3日 - 2006年5月27日）は、インディアンの血を引くメキシコ系アメリカ人のプロレスラー。テキサス州ヒューストン出身。生年は1935年ともされる。
インディアンをギミックとしたレスラーでは珍しくヒールのポジションで活動し、ミル・マスカラスやブルーノ・サンマルチノなどの大人気スターを相手に狂乱ファイトを繰り広げた。日本での異名は「殺人アパッチ」。

## 来歴
学生時代からボクシングで鳴らし、テキサス州のゴールデングローブで優勝した実績を持つ。プロレスファンの叔父の勧めでヒューストンのプロモーターだったポール・ボーシュにコンタクトを取り、プロレスラーのダニー・マクシェインのトレーニングを受けて1956年にデビュー。当初は「ジョン・アルバーノ」なるイタリア系レスラーとして売り出される予定だったが、インディアンの出自をもとに "アパッチ" ブル・ラモスをリングネームとした。
デビュー当時は100kgにも満たなかったものの、キャリアを重ねるにつれてスーパーヘビー級のウエイトとなり、その巨体を見込まれ1967年よりニューヨークのWWWFに登場。翌1968年2月19日、新造されたマディソン・スクエア・ガーデンでのオープニング興行において、メインイベントでブルーノ・サンマルチノのWWWF世界ヘビー級王座に挑戦した。以降もサンマルチノとは東部各地で抗争を繰り広げ、エドワード・カーペンティア、スパイロス・アリオン、ビクター・リベラ、ヘイスタック・カルホーンとも対戦。タッグではキラー・コワルスキー、プロフェッサー・タナカ、バロン・シクルナ、ルーク・グラハム、ケンタッキー・ブッチャーなどのヒール勢と共闘した。
1969年からはロサンゼルス地区に進出し、当時アメリカ西海岸で大旋風を巻き起こしていたミル・マスカラスと熾烈な抗争を展開。マスカラスの覆面を破り裂き、髪と覆面を賭けて闘う「ヘアーvsマスク（カベジェラ・コントラ・マスカラ）」の遺恨戦に持ち込むも、試合に敗れ髪の毛を切り落とされた。マスカラスとは、得意のチェーン・マッチでも闘ったことがある。1970年はテキサス西部のアマリロ地区にて活動、7月1日にテリー・ファンクからNWAウエスタン・ステーツ・ヘビー級王座を奪取し、ドリー・ファンク・ジュニアのNWA世界ヘビー級王座にも度々挑戦。ワフー・マクダニエルとのインディアン・ストラップ・マッチも行われた。1971年はロサンゼルスに戻り、マスカラスとの遺恨戦を再開、3月24日のオリンピック・オーディトリアムにおけるテレビマッチではマスカラスから勝利を収めている。また、当時ベビーフェイスのポジションにいたフレッド・ブラッシーとも抗争を展開した。
1972年より、オレゴン州ポートランドおよびワシントン州シアトルを拠点とする太平洋岸北西部のパシフィック・ノースウエスト・レスリングを主戦場に活動。ダッチ・サベージやジミー・スヌーカを抗争相手に、フラッグシップ・タイトルのNWAパシフィック・ノースウエスト・ヘビー級王座を通算4回獲得した。その間、テキサスをはじめオクラホマやニューメキシコなど南西部のテリトリーにも参戦。1974年には同じメキシコ系アメリカ人のリッキー・ロメロとロッキー・マウンテン・ヘビー級王座を争い、同年4月にはトライステート地区にてリップ・タイラーから北米ヘビー級王座を奪取した。
一貫してヒールだったラモスだが、1978年にダラス地区でベビーフェイスとなり、12月17日にタイガー・コンウェイ・ジュニアと組んでマーク・ルーイン&キラー・カール・クラップを破りNWAテキサス・タッグ王座を獲得。しかし、翌1979年にはヒールに戻って古巣のロサンゼルスを襲撃、6月28日にアル・マドリルからNWAアメリカス・ヘビー級王座を奪取した。1980年はビル・ワットが主宰していたMSWAにて、因縁のワフー・マクダニエルをはじめ、テッド・デビアス、ポール・オーンドーフ、ジェリー・オーツ、ジャンクヤード・ドッグらと対戦、3月26日にはマイク・シャープを破りミシシッピ・ヘビー級王座を獲得している。
1982年に膝を負傷して現役を引退。リタイア後は地元のヒューストンで救援サービス業に就いていた。2006年5月27日、肩の感染症により死去。68歳没。晩年は糖尿病の影響で足を切断し、盲目となっていた。1970年代にテキサスやロサンゼルスで闘ったチャボ・ゲレロのホームページ上での弔辞によると、ラモスは周囲を陽気にさせるムードメイカーであり、ドレッシングルームの規律を正す牢名主的存在でもあったという。

### 日本での活躍
通算8回来日しており、初来日となる1969年2月開幕の日本プロレス『ダイナミック・シリーズ』では、2月26日に大阪府立体育館にてザ・デストロイヤーと組み、ジャイアント馬場とアントニオ猪木のBI砲が保持するインターナショナル・タッグ王座に挑戦した。シリーズ終了後の韓国遠征にも参加して、3月17日にソウルで大木金太郎のアジアヘビー級王座にも挑戦。以降も日本プロレスに度々参戦し、1972年8月開幕の『第2次サマー・ビッグ・シリーズ』への来日時は、9月18日の山梨県甲西町大会の試合後、クリス・マルコフを相手にエル・ゴリアスやブラック・ゴールドマンと共に乱闘事件を起こしている（マルコフの人種差別的な態度に激昂したことが原因とされている）。この乱闘で、ラモスはマルコフの脳天をビール瓶で殴打したが、事件から2日後の9月20日、プライベートの喧嘩とビジネスは別物と割り切り、愛知県体育館においてマルコフと組んで坂口征二&吉村道明のアジアタッグ王座に挑戦した。
1973年6月からは全日本プロレスを日本での主戦場とするようになり、1975年8月の『第2次サマー・アクション・シリーズ』への来日では同タイプの巨漢ラフファイターのキング・イヤウケアとタッグを結成。「カメハメハ王朝の末裔：イヤウケア」と「インディアン酋長の子孫：ラモス」というキャラクター設定から、両者のチームはザ・タイクーンズ（The Tycoons）と名付けられた。1977年4月には『第5回チャンピオン・カーニバル』に出場、5月17日の大阪での最終戦では、総当たりリーグ戦で対戦したアブドーラ・ザ・ブッチャーと組んで馬場&ジャンボ鶴田のインターナショナル・タッグ王座に挑戦した。最後の来日となる1978年1月の『新春ジャイアント・シリーズ』では、1月11日に鹿児島県立体育館、1月22日に函館市民体育館にて、イヤウケアとのタイクーンズで大木&キム・ドクの同王座に連続挑戦している。

## 得意技
- フライング・ソーセージ
- エルボー・ドロップ
- フルネルソン
- ネック・ハンギング・ツリー

## 獲得タイトル
NWAハリウッド・レスリング
- NWAアメリカス・ヘビー級王座：1回[19]
- NWAアメリカス・タッグ王座：2回（w / ブラック・ゴールドマン）[34]

NWAウエスタン・ステーツ・スポーツ
- NWAテキサス・ブラスナックル王座：1回[35]
- NWAロッキー・マウンテン・ヘビー級王座：1回[16]
- NWAウエスタン・ステーツ・ヘビー級王座：2回[10]
- NWAウエスタン・ステーツ・タッグ王座：1回（w / ザ・ビースト）[36]

NWAビッグタイム・レスリング
- NWAテキサス・タッグ王座：2回（w / キャプテンUSA、タイガー・コンウェイ・ジュニア）[18]

パシフィック・ノースウエスト・レスリング
- NWAパシフィック・ノースウエスト・ヘビー級王座：4回[15]
- NWAパシフィック・ノースウエスト・タッグ王座：5回（w / ケン・マンテル、リッパー・コリンズ、ジェシー・ベンチュラ×2、アイアン・シーク）[37]

NWAトライステート / MSWA
- NWA北米ヘビー級王座：1回[17]
- ミッドサウス・ミシシッピ・ヘビー級王座：1回[21]